# Mark VI

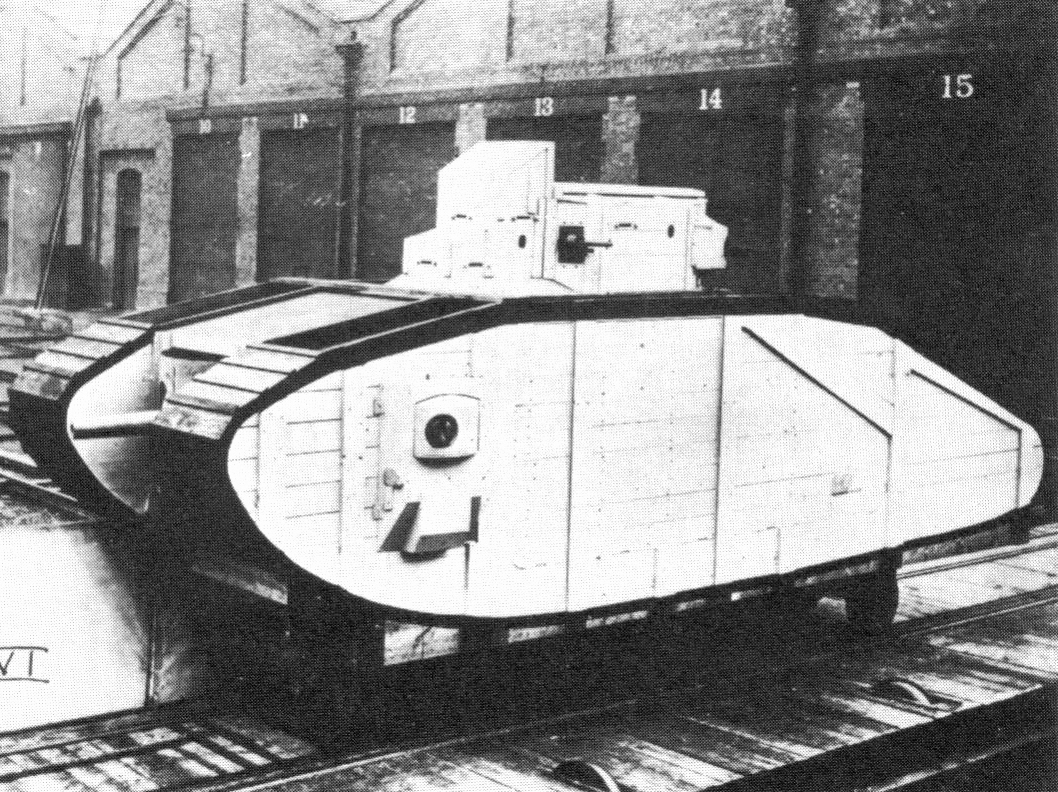
Maqueta en fusta proposada pel Mark VI, 1917

El Mark VI va ser un projecte de tanc britànic pesat per la 1a Guerra Mundial.
Després de fer diversos dissenys pel desenvolupament continu del Mark I en el Mark IV, la Tank Supply Committee (la institució que planeja i controla la producció de tancs britànics) al desembre de 1916 va ordenar el disseny de dos nous vehicles: el Mark V i el Mark VI. El Mark V era el que encabia la major part de les característiques avançades que es podia incorporar en un buc de Mark I. El Mark VI va abandonar la forma del buc totalment, reflectint-se només alguns detalls del tanc anterior.
El 13 de juliol de 1917, Metropolitan, l'empresa associada al Sr. William Tritton, va realitzar una maqueta en fusta. Com que no queden dissenys en paper del Mark VI, les imatges fetes en aquella data (i en una ocasió més anterior, el 23 de juny de models inacabats) és la major font d'informació.